# Suchowola (gmina)
Suchowola – gmina miejsko-wiejska w województwie podlaskim, w powiecie sokólskim. W latach 1975–1998 gmina położona była w województwie białostockim.
Siedziba gminy to Suchowola.
Według danych z 30 czerwca 2008 gminę zamieszkiwało 7247 osób.
W 2021 Adolf i Janina Kiszło i ich córka Marianna z Jatwiezi Dużej koło Suchowoli otrzymali pośmiertnie odznaczenia "Sprawiedliwy wśród Narodów Świata" za pomoc osobom narodowości żydowskiej.

## Struktura powierzchni
Według danych z roku 2002 gmina Suchowola ma obszar 255,89 km², w tym:
- użytki rolne: 76%
- użytki leśne: 11%

Gmina stanowi 12,46% powierzchni powiatu.

## Demografia

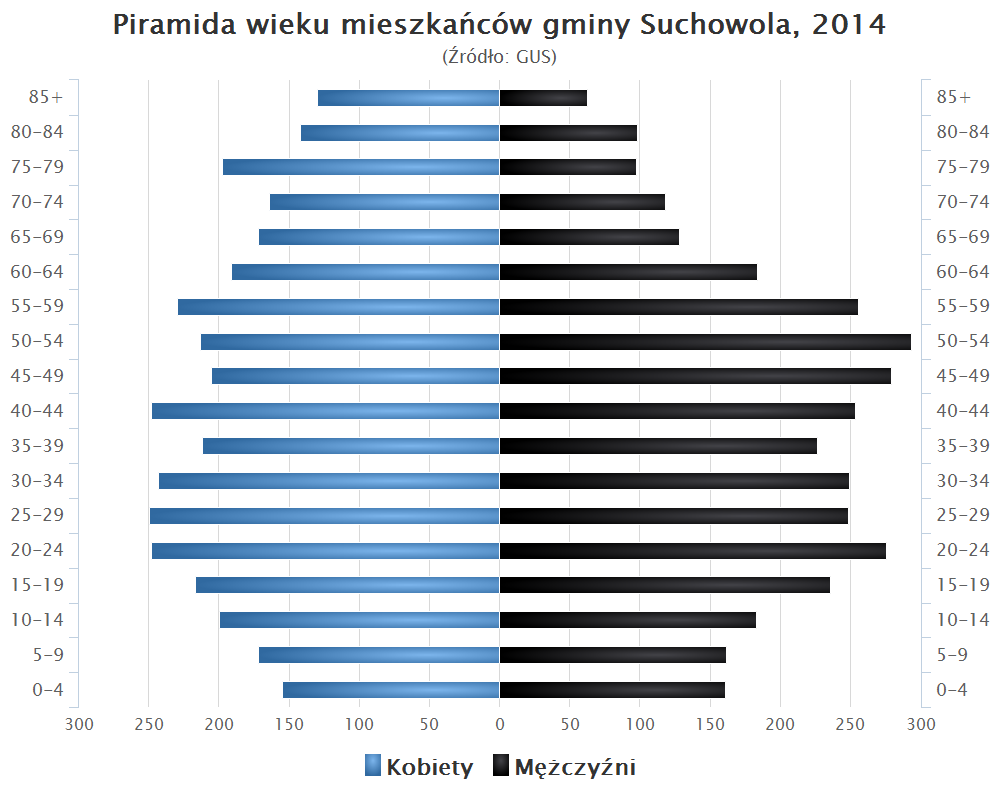
Piramida wieku mieszkańców gminy Suchowola w 2014 roku

Dane z 30 czerwca 2008:
| Opis                              | Ogółem | Ogółem | Kobiety | Kobiety | Mężczyźni | Mężczyźni |
| --------------------------------- | ------ | ------ | ------- | ------- | --------- | --------- |
| jednostka                         | osób   | %      | osób    | %       | osób      | %         |
| populacja                         | 7247   | 100    | 3648    | 50,34   | 3599      | 49,66     |
| gęstość zaludnienia (mieszk./km²) | 28,32  | 28,32  | 14,26   | 14,26   | 14,06     | 14,06     |

## Sołectwa
Bachmackie Kolonie, Brukowo, Chlewisk Dolny i Górny, Chmielniki, Chmielówka, Chodorówka Nowa, Chodorówka Stara, Chodorówka Stara-Kolonia, Ciemne-Żakle, Czerwonka, Domuraty, Dryga, Dryga-Kolonia, Dubasiewskie Kolonie, Dubasiewszczyzna, Głęboczyzna, Grodzisk, Grymiaczki, Hołodolina, Horodnianka, Jatwieź Duża, Jatwieź Mała, Karpowicze, Kiersnówka, Kopciówka, Krzywa-Poświętne, Laudańszczyzna, Leszczany, Leśniki, Morgi, Nowe Stojło, Okopy, Olszanka, Ostrówek, Piątak-Tablewo, Podgrodzisk, Podhorodnianka, Podostrówek, Połomin, Połomin-Kolonia, Pokośno, Rutkowszczyzna, Suchowola Białostocka, Suchowola Fabryczna, Sucha Góra, Trzyrzecze, Wólka, Zgierszczańskie.

## Sąsiednie gminy
Dąbrowa Białostocka, Janów, Jaświły, Korycin, Sztabin